# Himar Ojeda

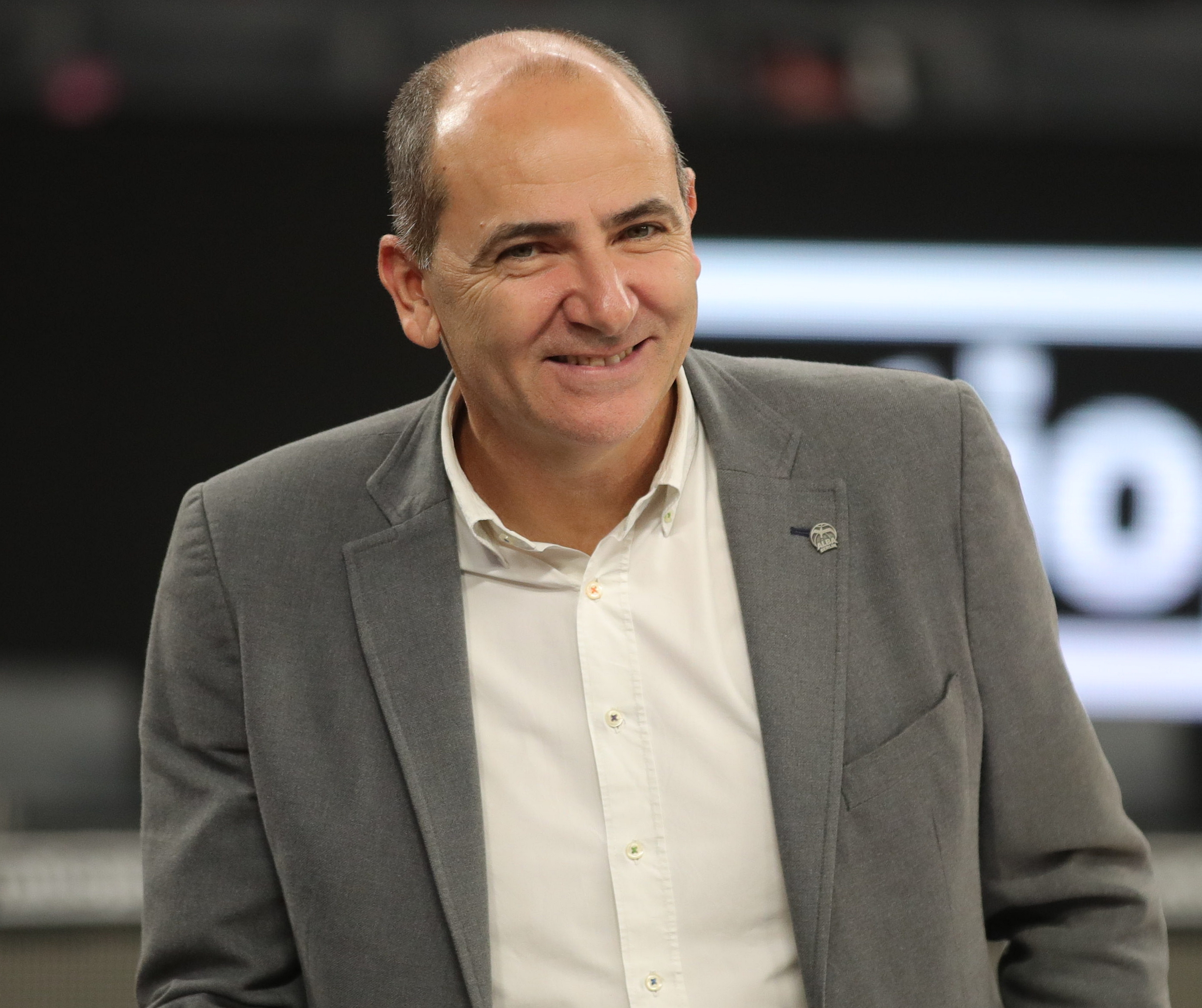
Himar Ojeda, 2023

Himar Ojeda Pérez (* 26. September 1972 in Las Palmas de Gran Canaria) ist ein spanischer Basketballfunktionär.

## Leben
Ojeda, der an der Universidad de Las Palmas de Gran Canaria Sportwissenschaft studierte, war von 1999 bis 2007 Co-Trainer beim spanischen Erstligisten CB Gran Canaria. 2007 trat er beim selben Verein das Amt des Sportlichen Leiters an, welches er bis 2010 innehatte. Von 2010 bis 2012 führte er den Klub als Generaldirektor. Von Juli 2012 bis Mai 2013 arbeitete Ojeda bei CB Estudiantes als Sportlicher Leiter und war anschließend für ein Spielervermittlungs- und Vermarktungsunternehmen tätig. Danach leitete er beim NBA-Klub Atlanta Hawks bis Januar 2016 ein Jahr lang die weltweite Talentsichtung.
Im Februar 2016 trat Ojeda beim deutschen Bundesligisten Alba Berlin die Stelle als Sportdirektor an. In der Saison 2019/20 gewann er mit Berlin die deutsche Meisterschaft und den Pokal, der Meistertitel wurde im Spieljahr 2020/21 wiederholt. 2022 wurde Ojedas Mannschaft wieder deutscher Meister und Pokalsieger.